# Македоника
«Македоника» (греч. Μακεδονικά, Македонские — темы, вопросы, исследования) — греческий научный журнал, издающийся в столице Македонии, городе Салоники.
Первый номер журнала «Македоника» вышел в Салониках в 1940 году.
Его издателем было Общество македонских исследований. Следующие тома начали издаваться через несколько лет. С 1968 года журнал публикуется регулярно каждый год,
Журнал исследует историю, главным образом, исторической Македонии, её археологию, искусство, фольклор и лингвистику, но включает в себя также исследования по Фракии.

## История журнала
Вскоре после своего создания в апреле 1939 года, Общество македонских исследований в Салониках решило издавать ежегодный журнал, редактируемый передовыми учёными. Журнал получил название «Македоника». Первым редактором журнала стал профессор  Университета Аристотеля в Салониках и первый президент Общества македонских исследований Антониос Сигалас.
Первый том журнала был опубликован в конце 1940 года, но после тройной — германо-итало-болгарской — оккупации Греции в апреле 1941 года копии журнала были конфискованы и уничтожены из-за несогласия Общества македонских исследований с требованиями оккупантов. Продажа «Македоника» в книжных магазинах была запрещена, и архивы Совета директоров были уничтожены Следующий период издания журнала начался в 1953 году
«Македоника» распространяется в Греции и за её рубежами. Последние 4 тома журнала доступны в электронной форме.